# Dendrobium farmeri
Dendrobium farmeri är en orkidéart som beskrevs av Joseph Paxton. Dendrobium farmeri ingår i släktet Dendrobium, och familjen orkidéer. Inga underarter finns listade i Catalogue of Life.

## Bildgalleri

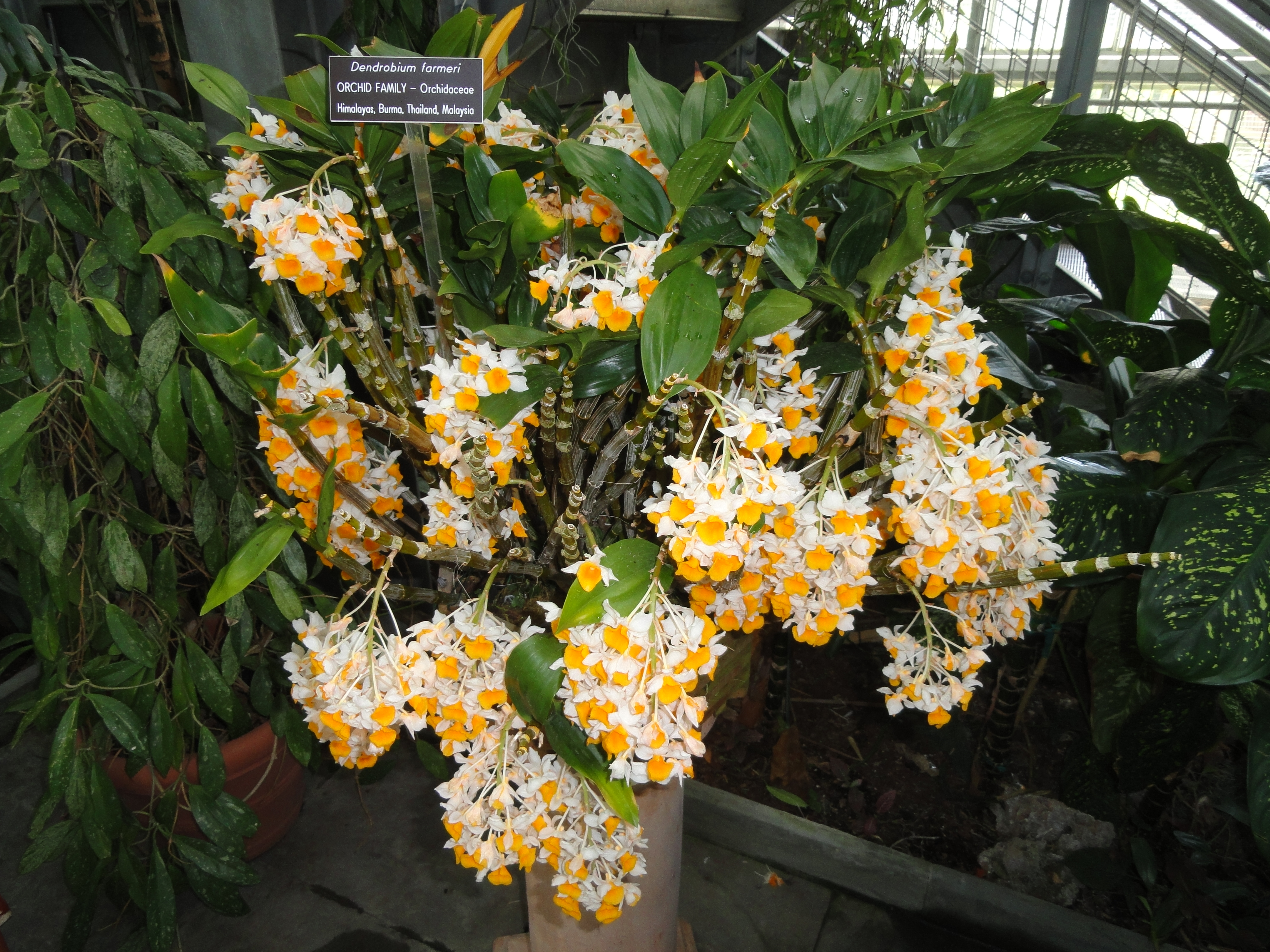
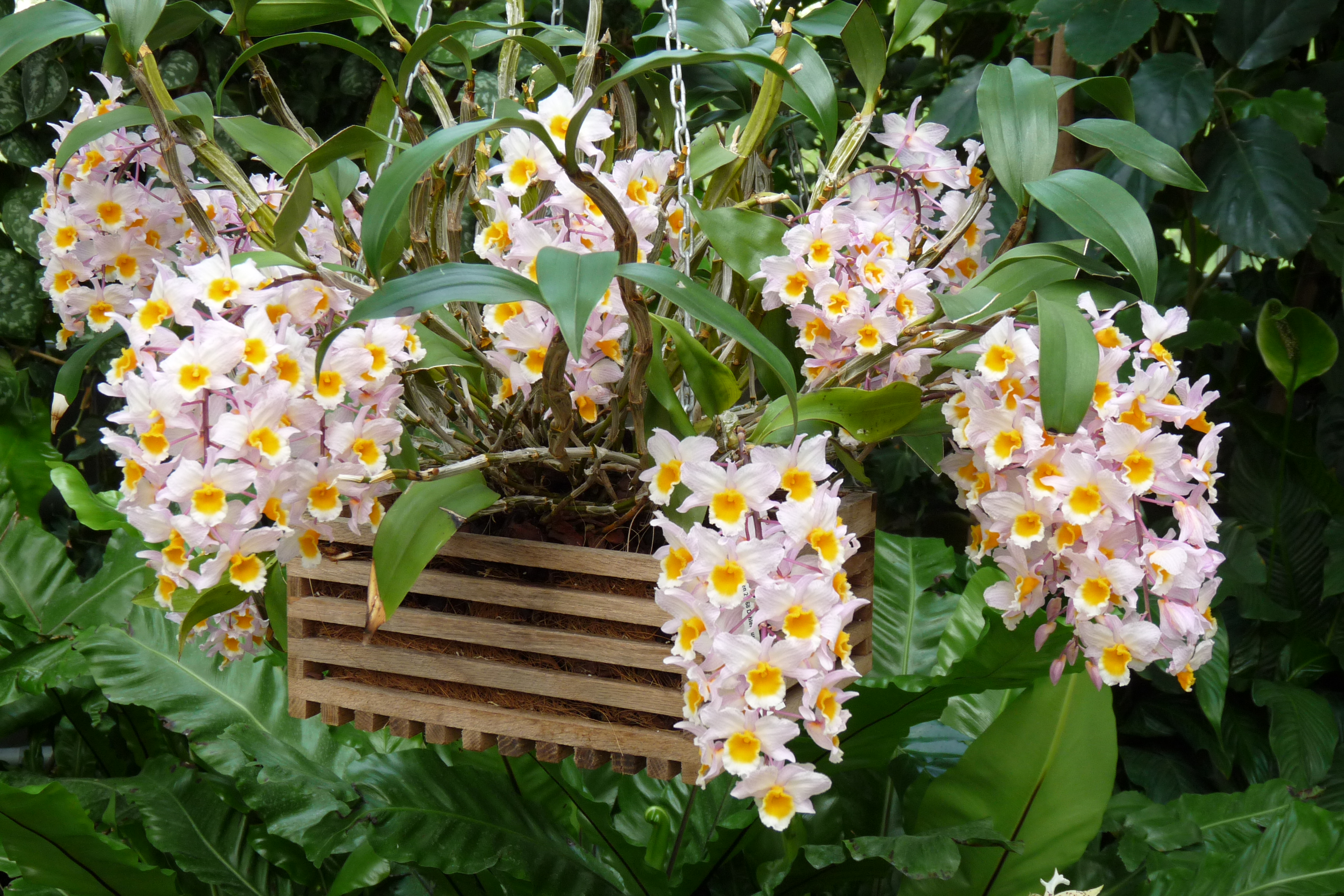
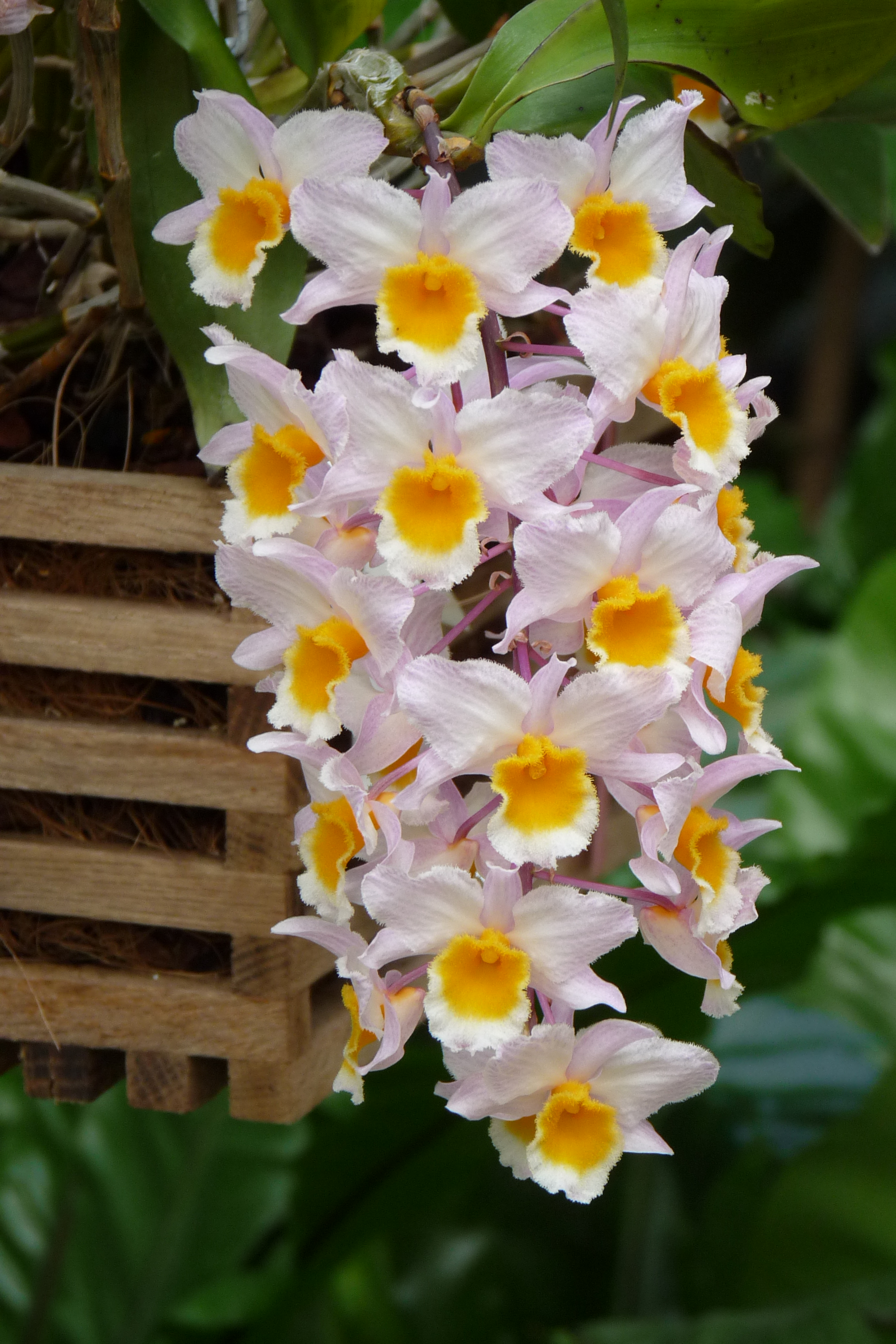
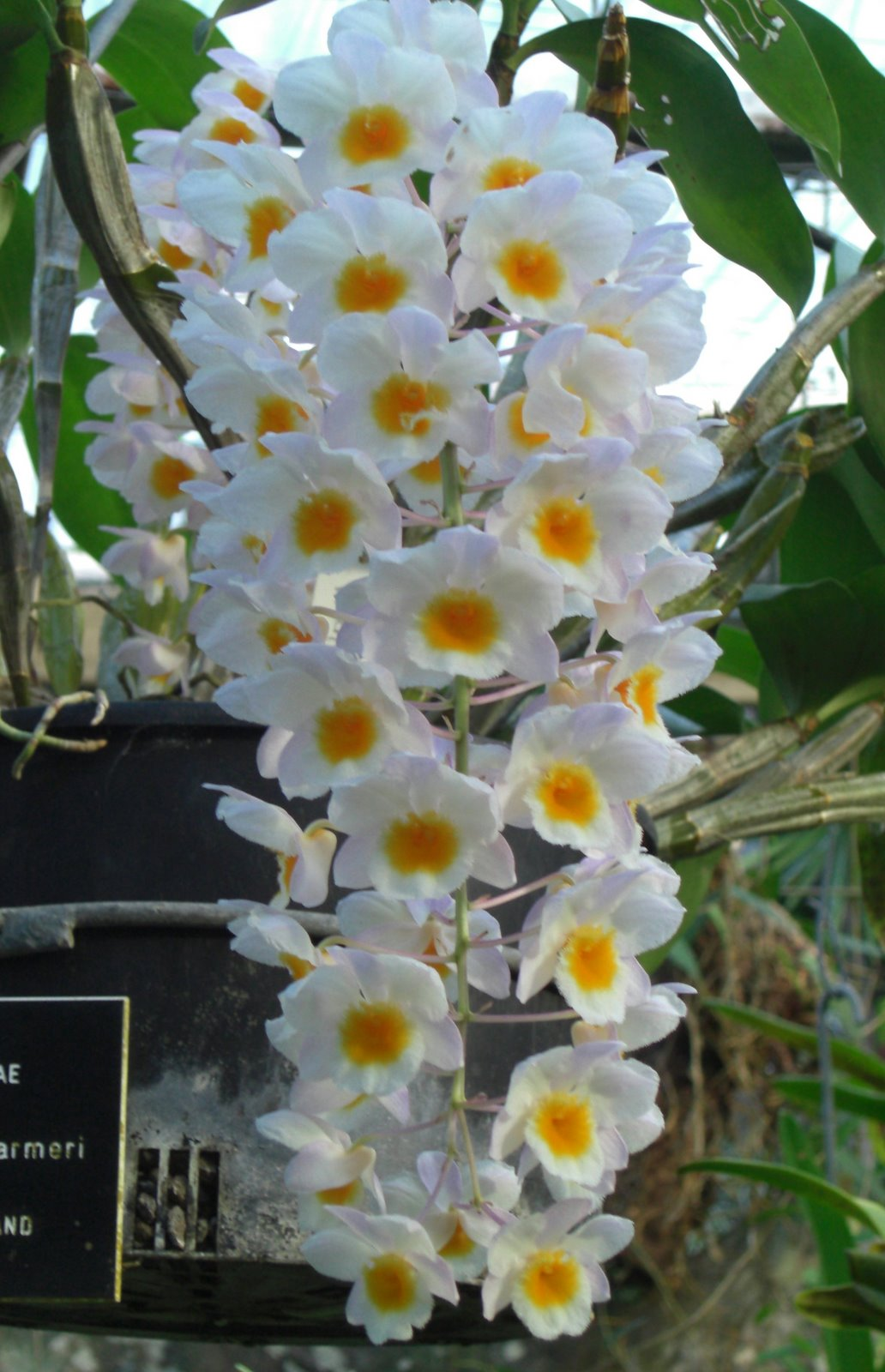
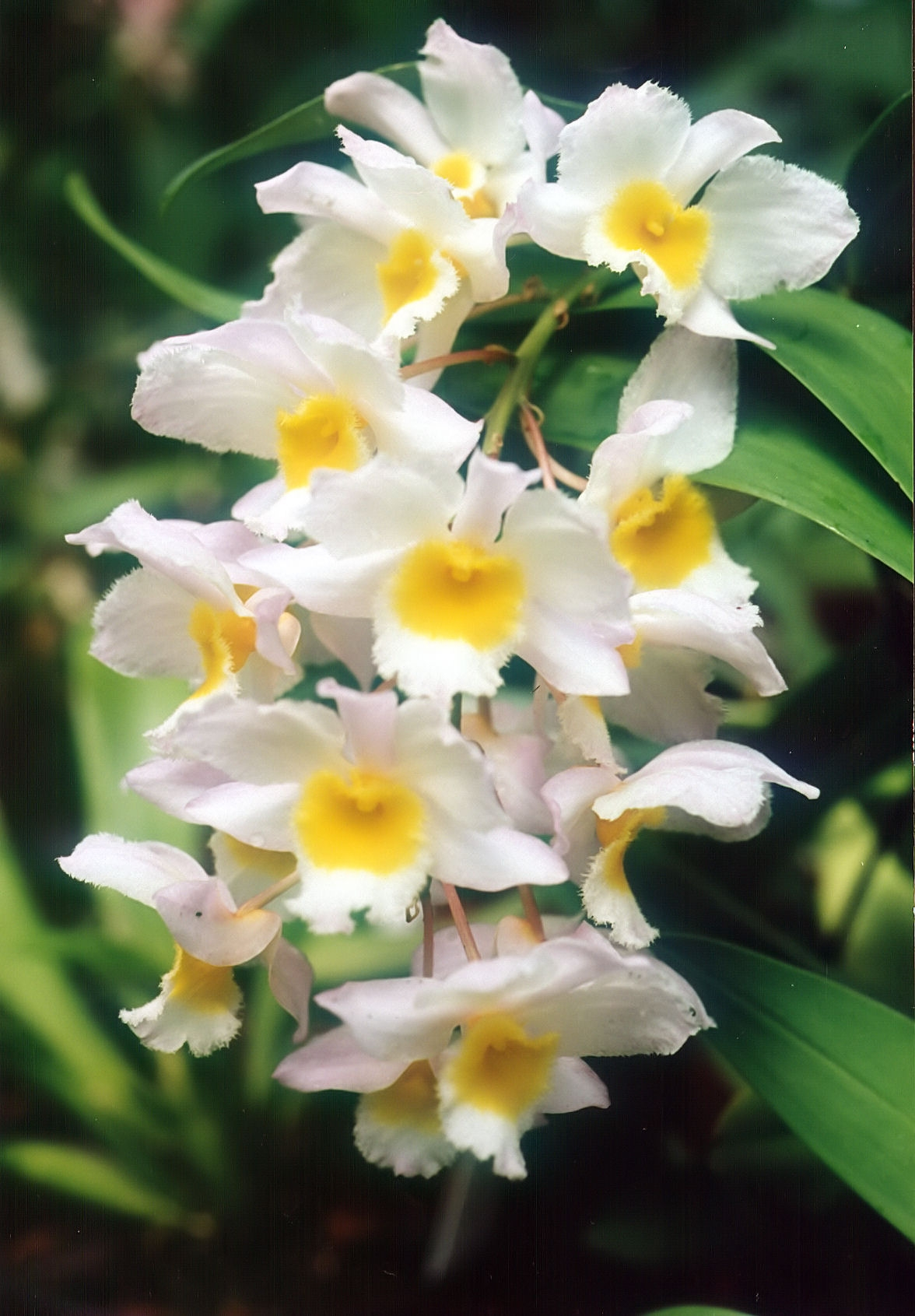
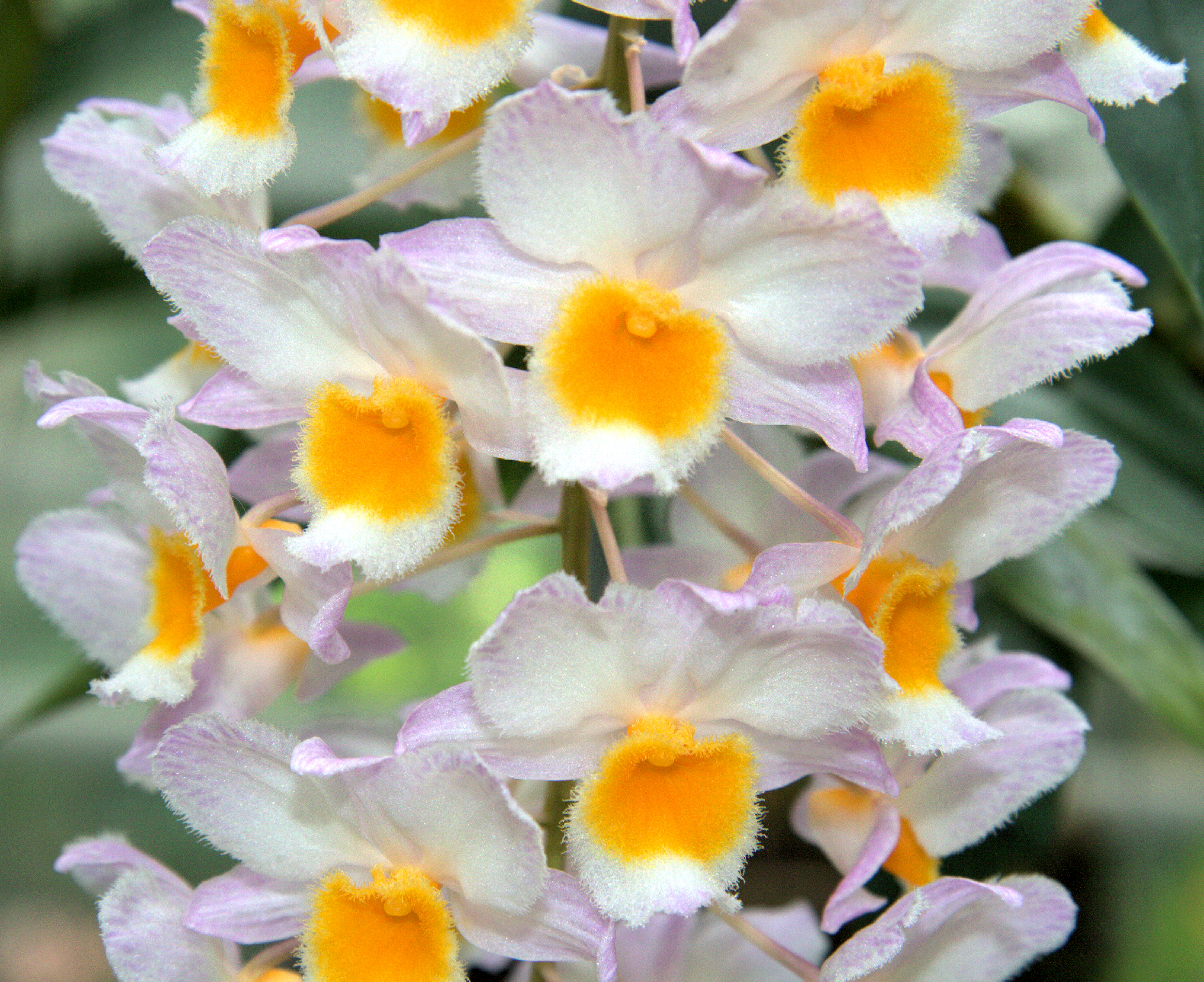